# El vol del fènix (pel·lícula de 1965)
El vol del Fènix (títol original en anglès The Flight of the Phoenix) és una pel·lícula estatunidenca dirigida per Robert Aldrich i estrenada l'any 1965. Ha estat doblada al català.

## Repartiment
- James Stewart: Capità Frank Towns
- Richard Attenborough: Lew Moran
- Peter Finch: Capità Harris
- Hardy Krüger: Heinrich Dorfmann
- Ernest Borgnine: Trucker Cobb
- Ronald Fraser: Sargent Watson
- Ian Bannen: 'Ratbags' Crow

## Premis i nominacions
Nominacions
- Oscar al millor actor secundari per Ian Bannen
- Oscar al millor muntatge per Michael Luciano
- Globus d'Or al millor actor dramàtic per Hardy Krüger

(Va refusar ser nominat)